# Трайскирхен
Трайскирхен (на немски: Traiskirchen) е град в Австрия, провинция Долна Австрия, окръг Баден. Според Националната статистическа служба на Република Австрия през 2015 г. градът има 18 326 жители.